# Monument Nacional Guayabo
El Monument Nacional Guayabo és una àrea protegida de Costa Rica, coneguda principalment perquè s'hi troba un dels jaciments arqueològics amerindis més antics i importants de l'estat. Administrativament, és a càrrec del Sistema Nacional d'Àrees de Conservació, del Ministeri d'Ambient i Energia i de l'Àrea de Conservació Serralada Volcànica Central. Es troba a la regió de Santa Teresita del Cantón de Turrialba, pertanyent a la província de Cartago de Costa Rica, a 65 km de San José. El jaciment arqueològic de Guayabo fou declarat Monument nacional per l'Assemblea Legislativa mitjançant la Llei núm. 5300 el 13 d'agost de 1973, amb una extensió de 65 hectàrees. El 1980, amb el decret Executiu Núm.11148-a, s'amplià a 157,9 ha, per a un total de 217,9 ha. El 2014 es protegien un total de 233 ha. La declaració com a "Monument Nacional" té com a objectiu protegir-ne la riquesa arqueològica i oferir oportunitats per a activitats educatives, recreatives i científiques.
El Monument Nacional Guayabo passà a ser, des de l'any 2009, Patrimoni Mundial de l'Enginyeria segons la Societat Americana d'Enginyeria Civil.

## Història
Tot i que hi ha diverses teories sobre l'origen de la població que fundà i habità el poblat, la majoria accepten que estigué ocupat entre 1000 ae i 1400 i es calcula que als seus voltants hi havia llogarets que en total albergaven de 2.000 a 10.000 persones. Hi ha proves que el lloc estigué habitat des de fa 2.500 anys, però que la seua època d'auge seria durant els 500 anys del període de 1200 a 700 anys enrere, tant culturalment com política. Basats en l'estratègica posició geogràfica, a les muntanyes entre la costa atlàntica i la Vall Central, i l'excel·lent qualitat de l'artesania ceràmica, pedra i or, es creu que aquesta prefectura fou una de les de major poder i privilegis.
Els estudis arqueològics que s'hi han dut a terme han demostrat que Costa Rica, i sobretot aquest lloc, rebé influències tant del nord com de Sud-amèrica, i el situen en la denominada Àrea Intermèdia, que abasta des de la província d'Alajuela a Costa Rica fins a la zona nord del Carib colombià. Els arqueòlegs infereixen que aquesta ciutat ameríndia fou habitada per persones especialitzades en diferents camps, dirigits per un cacic, que exercien el poder politicoreligiós sobre una gran zona. Ara encara es desconeixen les causes de l'abandó de la ciutat, la qual ja es trobava deserta uns 100 anys abans de la invasió espanyola; entre les hipòtesis plantejades més acceptades s'esmenten malalties, guerres i conflictes interns.
El lloc fou descobert en la dècada de 1800, quan s'estava netejant per a conrear, sobretot cafè, i el 1882 començaren les primeres exploracions a càrrec d'Anastasio Alfaro, que era director del Museu Nacional de Costa Rica. Passaren molts anys de poca atenció oficial i molt de saqueig extraoficial, fins que el 1968 Carlos Aguilar, treballant amb la Universitat de Costa Rica, establí un programa permanent d'estudi i recerca del lloc, que és d'on prové la majoria de la informació disponible ara.
El 1973, el govern li donà caràcter d'àrea protegida; començà amb 65 hectàrees i l'amplià a 217 ha el 1980 per ampliar la protecció a l'hàbitat boscós del congost del riu Guayabo.
Són evidents les destreses d'aquesta població, entre altres en la manipulació de l'aigua, amb aqüeductes d'alta tecnologia que funcionen fins hui, transport de grans pedres, construcció de carrers de tipus macadam de gran precisió i mitjançant estudis aeris es creu que comunicaren la costa amb la Vall Central. Les peces d'or i ceràmica més valuoses se'n troben actualment al Museu Nacional.

## Jaciment arqueològic
En total l'àrea arqueològica comprén 232 hectàrees, de les quals només una petita part ha estat excavada. En aquesta zona hi ha diferents trets arqueològics com monticles, escalinates, calçades, aqüeductes oberts i tancats, tancs d'emmagatzematge d'aigua, tombes, petròglifs, monòlits i escultures.
A la zona central del monument hi ha diferents monticles o basaments de pedra, que solen presentar una base circular de diferents grandàries, des de 0,5 fins a 4,5 m d'alçada, amb un diàmetre de 10 a 30 m.
Les calçades són un conjunt de camins de pedra utilitzats com a vies de trànsit i com a part del sistema de drenatge. Hi ha algunes calçades que es perllonguen en diferents direccions de l'àrea excavada, amb diversos quilòmetres de longitud a més de graderies o escalinates que funcionen com estructures de pedra per superar desnivells.
Al monument també hi ha una complexa xarxa d'aqüeductes dels quals alguns encara funcionen i tenien com a objectiu conduir l'aigua fins als llocs desitjats o cap a uns tancs d'emmagatzematge que són en el sector principal de la ciutat i els formen estructures de pedra rectangulars.
A més al jaciment hi ha algunes tombes de caixó que són en diversos sectors del jaciment arqueològic, construïdes amb còdols i lloses.
Quant a manifestacions artístiques, els petròglifs o pedres gravades són les més abundants i són per tota l'àrea arqueològica, entre aquests el monòlit del jaguar i el llangardaix, que és una pedra tallada amb la figura d'un jaguar d'una banda i un llangardaix per l'altra, i el seu significat continua sense desxifrar.

## Flora i fauna
La vegetació que envolta l'àrea arqueològica és característica d'un bosc pluvial premontà i es constitueix d'un fullatge dens i verd. Hi abunden les espècies forestals com caragra, magnòlia, cantarillo, figuera gegant, quizarrá, cirrí, burío i cedre Maria, coberts per gran quantitat de plantes epífites com bromelies i orquídies.
Entre la fauna representativa destaquen aus com el tucà, oriol, trogon, Momotus, i altres, i alguns mamífers petits com l'armadillo, conill, coiot, peresós, esquirol i altres, a més d'una gran varietat d'insectes i alguns rèptils típics de la zona com la colobra, granota i sargantana.
Hha incrementat l'interés pel jaciment el fet que alguns estudiosos han vinculat Guayabo amb l'intercanvi cultural amb quasi tota l'Amèrica autòctona. A Costa Rica s'han descobert objectes i influències artesanes tant de maies (de Guatemala), olmeques i asteques (de Mèxic i molt lluny des del nord), així com de txibtxa (de Colòmbia), quitxés i inques (des del Perú, molt lluny al sud).

## Galeria d'imatges

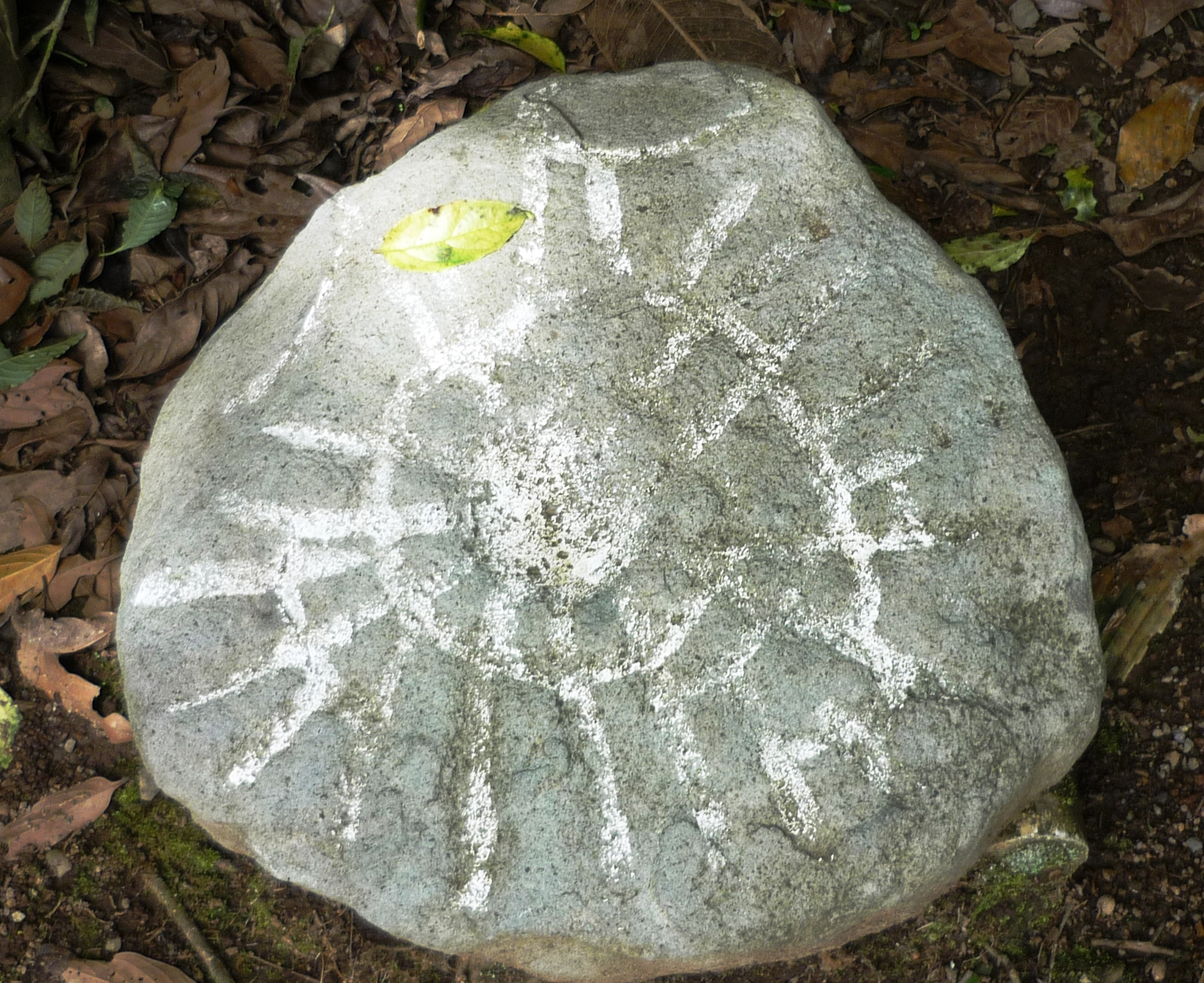
Un dels petròglifs existents al jaciment arqueològic
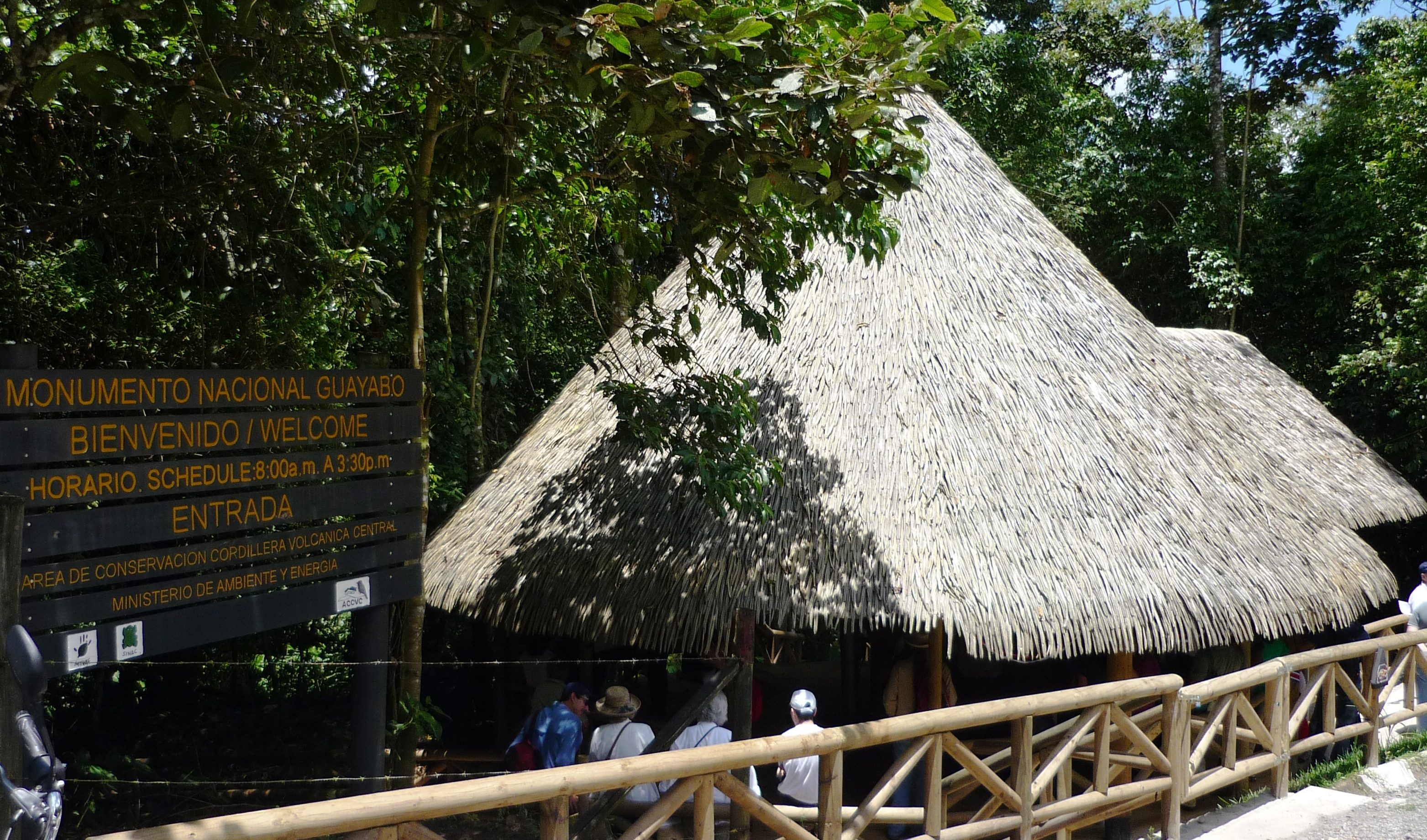
Recepció a l'entrada principal
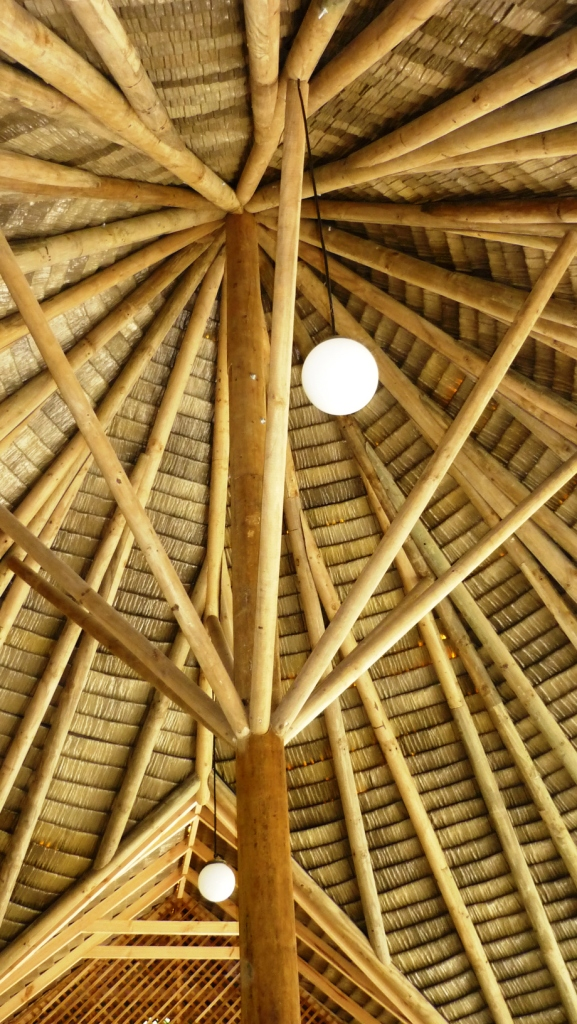
Noves obres amb inspiració en tècniques ancestrals
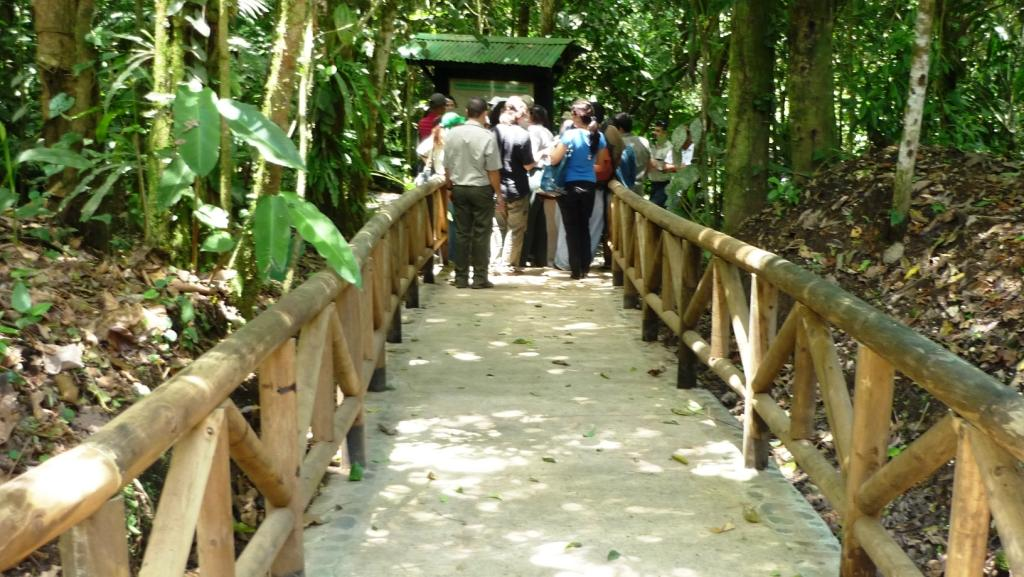
Senderes per a interpretació arqueològica i de biodiversitat
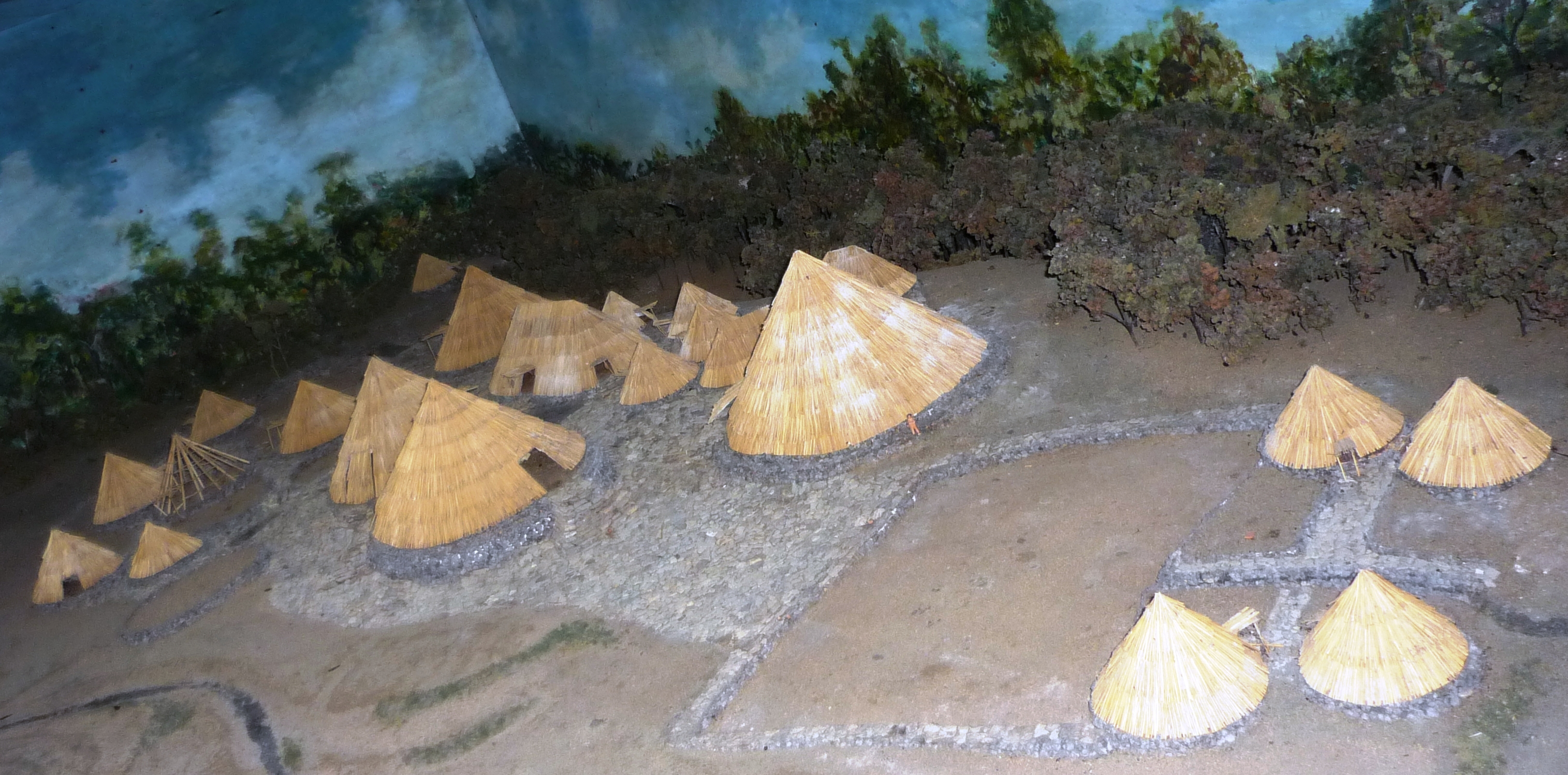
Maqueta d'una interpretació de l'assentament de Guayabo